# Iole olivacea
Iole olivacea là một loài chim trong họ Pycnonotidae.